# James Carnegie, IX conte di Southesk
James Carnegie, IX conte di Southesk KT, noto come Sir James Carnegie of Kinnaird and of Pitcarrow, Bt e de jure conte di Southesk dal 1849 al 1855 (Edimburgo, 16 novembre 1827 – 21 febbraio 1905), è stato un nobile britannico.

## Biografia
Southesk era il figlio di Sir James Carnegie, V baronetto e di Charlotte Lysons. Per via paterna, discendeva da David Carnegie, figlio dell'Hon. Alexander Carnegie, quarto figlio di David Carnegie, I conte di Southesk.
Il V conte fu coinvolto nell'insurrezione giacobita del 1715 e fu privato dei diritti civili, con la perdita dei suoi titoli e delle sue proprietà.
Nel 1855 Sir James Carnegie ottenne però un rovesciamento della perdita dei diritti civili del parente mediante Legge del Parlamento e divenne il IX conte di Southesk.
Lord Southesk prestò servizio come Lord Lieutenant of Kincardineshire dal 1849 al 1856. Nel 1869 fu creato Knight of the Thistle (Cavaliere dell'Ordine del Cardo) e barone Balinhard di Farnell, nella Contea di Forfar, nella Parìa del Regno Unito.
Questo titolo diede a lui e ai conti successivi l'assegnazione automatica di un seggio nella Camera dei lord.
Lord Southesk si sposò con Lady Catherine Hamilton Noel (1829–1855), figlia di Charles Noel, I conte di Gainsborough, nel 1849.
Essi ebbero un figlio e tre figlie. 
La loro figlia Lady Beatrice Diana Cecilia Carnegie (1852–1934) sposò il Rev. Henry Holmes Stewart (1847–1937), che vinse la FA Cup con i Wanderers nel 1873.
Dopo la morte prematura della moglie, nel 1860 Lord Southesk si risposò in seconde nozze con Susan Catherine Mary Murray (1837–1915), la figlia maggiore di Alexander Murray, VI conte di Dunmore.
Essi ebbero tre figli e quattro figlie.
Alla sua morte, avvenuta il 21 febbraio 1905, gli succedette l'unico figlio maschio del primo matrimonio, Charles Noel Carnegie.
Southesk fu autore di parecchi libri di poesia, tra cui Jonas Fisher, in cui un giovane missionario descrive le sue avventure tra i poveri di Londra in versi semplici diretti.
Quest'opera fu pubblicata in forma anonima e erroneamente attribuita da un critico ad un altro autore scozzese dell'epoca, Robert Buchanan. Buchanan vinse una causa per diffamazione.
Nel corso di un viaggio attraverso il Canada che incominciò nel 1859, egli commissionò e collezionò parecchi manufatti di Métis, Cree, Nakoda (Stoney), Blood (Nazione Kainai) e Piedi Neri, che recentemente sono stati posti all'asta da Sotheby's.